# Rio das Pedras (vattendrag i Brasilien, Bahia)
Rio das Pedras är ett vattendrag i Brasilien.   Det ligger i delstaten Bahia, i den östra delen av landet, 500 km nordost om huvudstaden Brasília.
Omgivningarna runt Rio das Pedras är huvudsakligen savann. Runt Rio das Pedras är det glesbefolkat, med 16 invånare per kvadratkilometer.